# Arrondissement de Lorelei
L'arrondissement de Lorelei, à l'origine arrondissement de Saint-Goarshausen (jusqu'en 1961) est un ancien arrondissement de la province de Hesse-Nassau puis de l'actuelle Rhénanie-Palatinat qui a existé de 1886 à 1969. Le chef-lieu de l'arrondissement est Saint-Goarshausen.

## Géographie
Au début de l'année 1969, l'arrondissement est bordé, dans le sens des aiguilles d'une montre et en commençant par le nord, par l'arrondissement du Bas-Westerwald (de) et l'arrondissement de la Basse-Lahn (tous deux en Rhénanie-Palatinat), par l'arrondissement du Bas-Taunus (de) et l'arrondissement du Rheingau (tous deux en Hesse), ainsi que par les arrondissements de Saint-Goar (de) et Coblence (de) et sur la ville indépendante de Coblence (tous trois en Rhénanie-Palatinat).

## Histoire
L'arrondissement de Saint-Goarshausen est créé le 1er avril 1886. Cette réforme vise à réduire la taille des arrondissements créés en 1866 sur le territoire de l'ancien duché de Nassau. L'arrondissement de Saint-Goarshausen se compose des anciens bureaux (de) de Saint-Goarshausen (de) et Braubach (de), qui sont détachés de l'arrondissement de Rheingau, et de la partie occidentale de l'ancien bureau de Nastätten (de), qui est détaché de l'arrondissement de la Basse-Lahn.
Le 1er octobre 1932, la commune de Becheln passe de l'arrondissement de la Basse-Lahn à l'arrondissement de Saint-Goarshausen.
Jusqu'en 1945, l'arrondissement fait partie de la province prussienne de Hesse-Nassau et du district de Wiesbaden. À partir de 1946, il fait partie du Land de Rhénanie-Palatinat. L'arrondissement de Saint-Goarshausen est rebaptisé arrondissement de Lorelei en 1962. À la suite de la réforme des arrondissements entrée en vigueur le 7 juin 1969, l'arrondissement de Lorelei et l'arrondissement de la Basse-Lahn fusionnent pour former dans l'arrondissement de Rhin-Lahn.

## Évolution de la démographie
| Année | Habitants |
| ----- | --------- |
| 1900  | 42 282    |
| 1910  | 44 758    |
| 1925  | 45 496    |
| 1933  | 48 404    |
| 1939  | 47 913    |
| 1950  | 53 922    |
| 1960  | 56 500    |
| 1968  | 57.021    |

## Administrateurs de l'arrondissement
| 1886–1891 | Alfred von Bake                |
| 1891–1918 | Ferdinand Berg (de)            |
| 1918      | Hans Wolff (de)                |
| 1920–1933 | Wilhelm Niewöhner (de)         |
| 1933–1939 | Franz Brunnträger (de) (NSDAP) |
| 1939–1942 | Karl Lange (de) (NSDAP)        |
| 1943–1945 | Josef Heukeshoven (de) (NSDAP) |
| 1945–1947 | Jakob Emil Schladt (de)        |
| 1947–1954 | Hans Wirges (de)               |
| 1954–1969 | Bernhard Bohmeier (de)         |

## Communes
L'arrondissement comprend en dernier lieu les communes suivantes (population en 1933) :
- Auel (158)
- Becheln (616)
- Berg (187)
- Bettendorf (239)
- Bogel (479)
- Bornich (1.010)
- Braubach, ville (3191)
- Buch (309)
- Dachsenhausen (736)
- Dahlheim (660)
- Diethardt (264)
- Dörscheid (398)
- Ehr (79)
- Endlichhofen (161)
- Eschbach (186)
- Fachbach (735)
- Filsen (413)
- Frücht (294)
- Gemmerich (478)
- Himmighofen (320)
- Hinterwald (108)
- Holzhausen an der Haide (756)
- Hunzel (214)
- Kamp-Bornhofen (1603)
- Kasdorf (254)
- Kaub, ville (2492)
- Kehlbach (167)
- Kestert (897)
- Lautert (189)
- Lierschied (541)
- Lipporn (244)
- Lykershausen (172)
- Marienfels (314)
- Miehlen (1399)
- Miellen (298)
- Münchenroth (56)
- Nastätten, ville (1934)
- Niederbachheim (223)
- Niederlahnstein, ville (5.421)
- Niederwallmenach (425)
- Nievern (818)
- Nochern (556)
- Oberbachheim (213)
- Oberlahnstein, ville (9609)
- Obertiefenbach (323)
- Oberwallmenach (180)
- Oelsberg (329)
- Osterspai (1051)
- Patersberg (332)
- Pissighofen (161)
- Prath (309)
- Reichenberg (204)
- Reitzenhain (326)
- Rettershain (311)
- Ruppertshofen (357)
- Saint-Goarshausen, ville (1677)
- Sauerthal (316)
- Strüth (329)
- Weidenbach (98)
- Weisel (850)
- Wellmich (482)
- Welterod (393)
- Weyer (403)
- Winterwerb (146)

La commune d'Ehrenthal est incorporée à Wellmich en 1933.

## Plaque d'immatriculation
Le 1er juillet 1956, le signe distinctif GOH est attribué à l'arrondissement de Saint-Goarshausen lors de l'introduction des plaques d'immatriculation encore en vigueur aujourd'hui. Il est émis jusqu'au 6 juin 1969. Depuis le 8 juillet 2013, il est disponible dans l'arrondissement de Rhin-Lahn en raison de la libéralisation des plaques d'immatriculation.